# Тыква, Григорий Иванович
Тыква Григорий Иванович (7 ноября 1928, Шолохово — февраль 1977, Орджоникидзе) — горный мастер шахты № 10 рудоуправления имени Орджоникидзе треста «Никополь-Марганец», Днепропетровского совнархоза, Украинская ССР. Герой Социалистического Труда (1958).

## Биография
Родился 7 ноября 1928 года в селе Шолохово Никопольского района в крестьянской многодетной семье. Украинец.
В годы войны в 1944 году подростком Григорий начал работать в колхозе. В 1947 году окончил горнопромышленную школу и начал работать бурильщиком на шахте рудника имени Орджоникидзе. Постоянно добивался высоких результатов в работе. Был назначен горным мастером.
Указом Президиума Верховного Совета от 19 июля 1958 года за выдающиеся успехи, достигнутые в деле развития чёрной металлургии, Тыкве Григорию Ивановичу присвоено звание Героя Социалистического Труда с вручением ордена Ленина и золотой медали «Серп и Молот».
Продолжал работать в рудоуправлении. Позднее работал мастером в городском техническом училище № 4.
Проживал в городе Орджоникидзе. Умер в феврале 1977 года.